# Борель, Франц Францевич
Франц (Фредерик) Францевич Борель, барон Паленцский (1758 — 1831) — российский дипломат французского происхождения, первый полномочный посол Российской империи в Рио-де-Жанейро и в Латинской Америке в целом.
Франц Борель и Лангсдорф, российский генконсул в Рио-де-Жанейро с 1812 по 1831 годы, положили начало российско-бразильским отношениям. Борель приехал в Бразилию в 1811 году. Переезд был связан с переездом португальской королевской семьи из Лиссабона, которому угрожали наполеоновские войска. В 1811 году официальное консульство Российской империи в Португалии также переместилось в Бразилию. После того как Российская империя официально признала существование независимой Бразильской империи, консульство официально стало посольством. После возвращения монархов в Португалию вслед за ними уехал и Борель.
За его заслуги в дипломатии статскому советнику Российской империи в Лиссабоне Францу Борелю был дарован, грамотой португальского короля Жуана 13 мая 1824 года, баронский титул королевства Португальского под названием «барон Паленцский». Действие титула распространялось на три поколения потомства барона.